# 小紅豆 (漫畫)
《小紅豆》（日語：あずきちゃん），是由秋元康原作、木村千歌作畫的日本漫畫作品。於講談社漫画雜誌《Nakayoshi》1992年8月号至1997年4月号期間連載，單行本全5卷。
電視動畫由NHK製作播映，自1995年4月4日至1998年3月17日期間播出。有小學版的《男女七人戀物語》之稱。動畫於香港亞洲電視、台灣衛視中文台、華視、Disney Channel、MOMO親子台播出，全3季，每季的故事是連續的。
此作品也有一部30分鐘的電影版，1995年12月23日於日本上映，與《美少女戰士Sailormoon SuperS Sailor 9戰士集結!Black Dream Hole的奇蹟》同場聯映。內容是描述豆豆一班人至滑雪渡假區過耶誕節的故事，內容介於電視版第一部與第二部之間。

## 劇情簡介
描述一名叫作小紅豆的主角的故事。小紅豆原名為野山梓，因為一年級的時候被小健將梓唸成了「紅豆」，從此大家都改叫她「小紅豆」，連她自己也幾乎在考卷上寫上小紅豆之名。
在五年級的某天，學校裡來了一名男轉學生勇之助，勇之助的氣質和長相吸引了小紅豆，但勇之助對她的感情卻是若有似無，這段小學五年級的戀愛之情會有什麼結果呢？

## 登場角色
下列配音員列的是日本配音員、香港配音員及台灣配音員。

### 野山家
野山梓（野山梓(あずさ)）舊：野山紅玉
配音員： 野上尤加奈； 楊凱凱（衛視中文台和MOMO親子台共通）／丘梅君（華視、Disney Channel）； 曾秀清（亞洲電視）
通稱小紅豆（漫畫版譯為「小豆豆」）。
本作女主角，8月30日生（處女座）、A型。野山家長女、小学5年級生。個性笨拙但也會有認真的時候，運動神經和學業都很平均而為相當普通的女孩子。不擅長吹直笛，煮飯的時候忘了插電。升上5年級後， 相信電話占卜說明當日有「一生難逢的邂逅」，然而當日見到轉學過來的勇之助，對其一見鍾情，對勇之助的感覺和喜歡的地方，小紅豆寫「全部」。在睡覺中，會無意識地說出「勇之助」的名字。多胡老師對小紅豆的評價是「很知道如何交朋友」。初期由於認為自己只是平凡的女生，於是對勇之助對自己的行動非常在意，而且自己亦會胡思亂想，要每次勇之助作出肯定和說明清楚，才會釋慮。
小紅豆的夢想是成為「勇之助的妻子」。七夕的願望是「與勇之助更親密」，勇之助在紙背面寫「我也是」。
第一期前半段都由她在單戀勇之助（不過勇之助也常接近她），當時的小紅豆最害怕當她接近和模仿勇之助後，勇之助會以不高興的態度排斥小紅豆(事實上勇之助不但不介意，而且相當喜歡)，所以對於前期關係無法有所進展而苦惱著，想了解勇之助更多的事。中盤以後變成情侶關係。由於勇之助太受歡迎，讓她老是都在嫉妒，所以當勇之助周圍有出現女孩子時也會很著急或苦惱著，媽媽(野山敬子)分析，此是對「勇之助有一種獨佔的意慾，希望勇之助只接近自己」。
在第97話中，大家正在班上熱烈地討論小誠所見到的夢幻少女(實際是朋美打扮後的形象)，勇之助描述為「夢幻少女漂亮得像是夢中才會出現的人」，小紅豆即時吃醋地說「反正我們現實中的女生真是不漂亮!」(小紅豆認為，勇之助你覺得我不比她更吸引嗎?)。
小紅豆因誤會而間中對勇之助產生不悅、不滿和醋意(最明顯是陽子接近勇之助的時候)，最嚴重是第27話的「勇之助！我恨你」。
(此時有四個恨點使小紅豆產生自尋煩惱的絕望。第一：當時陽子與勇之助一同在球場觀賞棒球比賽，被小紅豆在電視轉播中發現(與洋子一同觀賞絕不是勇之助的本意)，小紅豆覺得勇之助必須通知自己一聲才行。第二：認為勇之助寫不出交換日記靈感的事，應該與小紅豆說明，而不是由陽子說出來。第三：勇之助教陽子數學。第四：在社區廟會時，認為陽子約了勇之助一同去廟會(事實是勇之助在廟會內，為了與小紅豆一同遊玩，不但拼命地找尋小紅豆，而且想避開洋子，可惜最終逃不過被陽子發現。當時勇之助的表情感到極無奈，卻難以表現出討厭或不情願的表情)
小紅豆回家後，寫分手的內容，在隔日以最早時間回校，以絕望的心情放入勇之助的鞋櫃內，豈料被同時最早回校和想偷看交換日記的內容作參考的小誠拿走了(勇之助沒有發現交換日記被盜)，最終透過朋美的勸告和說出真相後，小紅豆想與勇之助和好．翌日勇之助約小紅豆到公園說：「我會睡不好，就是因為你不與我說話的關係。沒有辦法與最喜歡的人說話，會難過得連晚上也睡不了覺。」聽了後，小紅豆感覺以後應該更信賴勇之助才對，而且對勇之助說自己是勇之助「最喜歡的人」，感覺極高興。
另外她的思考大多環繞在勇之助身上，所以當有家族旅行等出遊時，會因為要離開勇之助而有點悶悶不樂，例如去仙台十天期間，每日期待勇之助寄來的信或勇之助的來電。比起家人和朋友，思考中心老是放在勇之助身上，很多時候感覺勇之助在自己的身邊，任何事情會更為安心，後期當小紅豆有煩惱時，會主動找勇之助傾訴。不過不能說她完全不考慮家人和朋友，她也有說出與弟弟有所羈絆的話（第85話），每次弟弟出事，小紅豆是最為擔心。另外與同學小薰及小翠是好友，在勇之助不在時，三人也會一起行動。最終話中，從她笑著送別再度搬家的勇之助來看，願意等待勇之助和向勇之助親口說「我很喜歡你」，可得知她內心的有所成長，不是當初只會害羞的女生。
中學階段，勇之助到美國度過一年半的生活，雖然勇之助極短時間內探望小紅豆，問題在勇之助當時情況不穩定，使小紅豆期間一度喜歡上同班同學松崗龍一。意料之外是，勇之助在國二九月的時候回日本讀書。此時小紅豆馬上陷入最大的苦處，介於在勇之助和龍一之間作出選擇，充滿極大的煩惱，覺得兩位是對自己非常好的男生，不知選哪位交住最好。勇之助在中學的校外旅行，不但送禮物給小紅豆，而且偷偷地在床上與小紅豆接吻，使小紅豆憶起小學交往時的種種回憶。兩者比較下，小紅豆最終決定選擇了，對自己仍然不離不棄的勇之助，被迫拒絕龍一。
當第二次離別，勇之助在信中說出真正的離去時間後，馬上趕到成田機場送別勇之助，並交換思念對方的手錶。可見小紅豆非常愛勇之助。
成為作品標題的「小紅豆」之名，是一年級時、被小健將「梓（あずさ，Azusa）」念錯成「小紅豆（あずき，Azuki）」所致。以後就連自己在考試中也寫成「小紅豆」，實際上除了自我介紹會用本名「梓」外，就不再被這樣稱呼。
原作中20歳時，和勇之助結婚(動畫想像：可以看第45話的2:37），並且生下一對龍鳳胎，此後只稱勇之助為「爸爸」，被稱為「幸福的主婦」。在小薰25歲的婚禮時，仍然一直喜歡戴上勇之助在中學離別時所交換的男裝手錶，認為是「充滿回憶的手錶」。
野山大豆（野山だいず）
配音員： 小櫻悅子； 賀世芳（衛視中文台）／詹雅菁（MOMO親子台）； 周文瑛（亞洲電視）
小紅豆的弟弟，小學一年級生。比姊姊還要開朗和天真無邪，但個性和藹可親。原作中出場相當少，動畫中則是頻繁登場而成為獨特的角色。本人很敬愛自己的姐姐，不過卻很愛多管閒事和開玩笑。經常不敲門就跑到姐姐的房間，雖然老是因此被罵卻還是一直沒得到教訓。
把小健當作大哥般崇拜，還要他當自己的棒球教練，也會跑到小健家拉麵店《滿壘軒》幫忙，也透過他的幫忙而進入棒球隊。
另外雖然是一年級卻很喜歡女孩子（特別是大姐姐類型）像是小紅豆班上的洋子這種漂亮又溫柔的大姐姐。似乎也和同班的齊藤圓交往，讓大豆這一方有著微妙的戀愛感覺。自己很崇拜情人和約會這方面的事情。而在被齊藤圓說出：「我有喜歡的人了，分手吧。」的話時，他則是完全沒受到打擊，反而笑著說出：「我還有很多選擇呢」。之後當齊藤圓要跟他復合時，也是很快的就接受。
將來的夢想從拉麵店、咖啡店的老闆到服裝店的老闆等而有多種變化，不過他被認為最想要成為的還是職業棒球的選手。
野山敬子
配音員： 皆口裕子（日本）； 呂佩玉→林凱羚（衛視中文台）／王冠蓉（華視、Disney Channel）／劉凱寧（MOMO親子台）；徐愛貞（亞洲電視）
給人感覺相當溫柔的小紅豆的媽媽，也是家庭主婦。和小紅豆就像是姐妹一樣親密並且也有許多只屬於兩人的秘密。對小紅豆不會完全放任，也會有當她耍任性時加此斥責的一面。當她稍微注意到小紅豆和勇之助的關係，也沒有過度的干涉，對勇之助非常地信任。仙台出身，有個在仙台經營牧場的姐姐。擁有汽車駕照加機車駕照，雖然家裡只騎腳踏車，但在和老公結婚時，則是約定說「不要再騎了」而才不騎摩托車。另外開車技術相當棒。當在思考或困擾時會有把手撐在臉頰上的習慣。84話能確定她叫敬子。信用卡上則是寫著小紅豆的媽媽。
野山正
配音員： 安井邦彥； 于正昌（衛視中文台）／李世揚（MOMO親子台）； 馮志輝（亞洲電視）
小紅豆之父。初期工作的地方並不明確，雖然也有像是在「公司」上班般跑去出差的表現，但後來終於確定是在某大學的學生處(類似處理大學生的相關事務)當課長。戴著眼鏡，外表看來雖然靠不住，但意外地也有像是爸爸（野山剛造）一樣固執的一面。基本上個性沉穩，但對於不喜歡的事也會有嘴巴不好的一面。大學是落語研究會，学園祭時則是負責賣炒麵。曾說出：「比起落語，我更擅長炒麵。」另外學生時被稱為「幫人點名的名人」，最高能幫七個人點名，也可以模彷班上的女孩子的聲音。動畫中小薰打電話來時，還模仿小翠的聲音。似乎沒有駕照，但後來考上，可惜駕駛技術卻太爛。愛看棒球，所以比起愛踢足球的勇之助，更欣賞愛打棒球的小健。不過他對自己女兒不喜歡小健而是喜歡勇之助的事情則是花了一點時間才注意到。喜歡吃的東西是五目壽司。擅喝酒，不抽煙。正的名字是在89話中的賀年卡中出現。信用卡上則是寫著小紅豆的爸爸。在年輕的時候由於在北海道的牧場打工，故此懂得安撫馬匹不安定的情緒(第65話)。
野山剛造
配音員： 小形滿； 于正昌（衛視中文台）／李世揚（MOMO親子台）
動畫原創角色。小紅豆和大豆的祖父、正的爸爸，原來是個刑警。妻子已經過世，一個人住在千住，崇尚一個人的自由，不過與小翠的奶奶個性不太合。雖然給人嚴厲恐怖的印象，但從要小紅豆穿上自己看中的浴衣，看到她和勇之助的交換日記而感到不快等點來看，實際上是個非常寵愛孫女的爺爺，後期承認了小紅豆與勇之助的關係，自己曾親自登門拜訪小笠原家，確認勇之助是非常棒的男生。小紅豆的本名梓也是他命名的。雖然說喝了酒後會很快睡著，但實際上酒量比自己兒子還好。當誇獎別人時會說出：「很不錯的傢伙」並且還被兒子阿正、孫子大豆繼承這樣的稱讚方式。第96話中能知道他在家裡養著白貓。
祖母（沒有名字）
配音員： 中澤彌生； 詹雅菁（MOMO親子台）
已過世。小紅豆的媽媽(野山敬子)提過，她是一個有氣質、溫柔、體貼、很穩重的人，最擅長是醃醬菜。動畫第24話中，她的照片出現在剛造的筆記本裡，無意中阻止了爺爺魯莽地阻撓小紅豆和勇之助關係的人，和剛造是從小到大親青梅竹馬，讀同一間小學。有次爺爺感嘆妻子太早去世，使自己不太會幫小紅豆選擇合適的浴衣。

### 小笠原家
小笠原勇之助
配音員： 宮崎一成； 賀世芳→林凱羚（衛視中文台）／王冠蓉（華視、Disney Channel）／蔣鐵城（MOMO親子台）； 羅偉傑（亞洲電視）／李家輝（亞視第二季）／陳志強（亞視第三季）
本作男主角。小學五年級。7月23日生（獅子座）、O型。小紅豆的同學。五年級時從私立學校明朝學園初等部轉學到小紅豆的學校（轉學理由不明、但幼稚園和小學都轉學過兩次）。出席號碼4號。興趣是足球和玩電玩。運動神經優秀，體格也很高壯，同時會烹飪，曾經弄鐵板燒和早上親自到小紅豆家中弄早餐給小紅豆和大豆吃，擅長作家事（例如打掃、照顧小嬰兒）。非常喜歡吃小紅豆家的豆皮壽司（第4、7、117話）。他卻害怕蜥蝪(小紅豆在第21話中，趁機擁抱著勇之助)。為了想了解小紅豆更多事，主動提出交換日記，到了後期，不用交換日記(原作：雙方共寫了總共三本，在小學畢業典禮的時候交給勇之助)。
加入足球俱樂部，擁有在只有中學生的足球隊中擔任先發的實力，經常與小誠練習足球。
夢想是一個人流浪騎著電單車環遊世界。
雖然是個個性溫柔體貼且能夠察覺到他人心情的好少年，但對女人的心卻很遲鈍和很怕難為情的事(例如第99話與小紅豆擁有同一款色的鎖匙扣)，也怕看到女生在他面前哭(第27話)。常會什麼都不想的和洋子在一起談話，結果老是引起小紅豆的嫉妒。另外不明白女生為什麼會有小圈圈的問題，認為所有人應該做好朋友，一同玩耍是最好(第30話)。由於其體貼的性格，小薰一度羨慕小紅豆擁有勇之助這樣般好的男生。
初登場的第1話就是問小紅豆的內褲的顏色，還說出：「真的嗎？紅豆色的呀？」的發言（是當小健掀小紅豆的裙子時，在聽到：「小紅豆的內褲是紅豆色的」的話後，而對感到害羞的小紅豆所說的），因此勇之助一踏入5年2班後，馬上向小紅豆打招呼。
在第4話，運動會結束後，吃小紅豆的豆皮壽司，打開了兩者的溝通。第7話又以豆皮壽司，與小紅豆獨處。
在第9話，主動地邀請小紅豆一起回家。
在第11話的遊樂場約會，當勇之助拿到陽子多出來的入場劵後，第一個邀請小紅豆是否去。本來打算6個人一同去遊樂場，最後其他人因有事、感冒或有安排其他活動的緣故，最後變成了小紅豆夢寐以求的事，單獨與勇之助第一次約會，成為了小紅豆終生回憶，與小紅豆拍下紀念照片。在第14話，小紅豆在七夕紙上的願望寫「希望能與勇之助的感情更好」，翌日七夕竹遺失了(實際上只是跌了在小紅豆樓下的陽台而已)，當時勇之助為了安慰失去七夕竹的小紅豆，特地與小健不約而同地製造各自的七夕竹，然而兩位卻最後同心地找到原先小紅豆家遺失了的七夕竹，並偷偷地放回原位。最後勇之助在小紅豆的七夕願望紙上，寫「我也是 小紅豆」。暗示對小紅豆的愛意。
每次當勇之助到外地旅行後，會馬上衝去小紅豆的家，希望將禮物送給她。
中期，勇之助越來越在意小紅豆的感受，開始會拒絕陽子的邀請。為了消除小紅豆的醋意和誤會，勇之助決定在第15話與小紅豆每日交換日記，從而互相了解對方的私人與親密面目，有時親手繪畫以小紅豆為主角的漫畫。勇之助所寫的內容，連小紅豆的爺爺(野山剛造)感覺是「甜言蜜語的文章」(第24話)。第35話後文，有很多名字命名。
另外在27話對小紅豆說：「我會睡不好，就是因為你不與我說話的關係。沒有辦法與最喜歡的人說話，會難過得連晚上也睡不了覺。」，心中已認定自己心中喜歡小紅豆。
在第29話，在小紅豆的爸爸面前，害羞地默認單戀小紅豆(勇之助當時未能確定小紅豆是否愛上他)。
在第31話中，當時陽子設計一個劇本為《白雪公主原來是灰姑娘》(只是將[灰姑娘]的故事作前期，之後以[白雪公主]的故事為後期的合併劇本。陽子最大的目的是為了與勇之助跳舞和被勇之助親吻嘴唇而已)。勇之助當知道小紅豆因不滿陽子在話劇表演中，刻意利用偷龍轉鳳的手法抹殺小紅豆所扮演的角色(前期公主-灰姑娘)，令到小紅豆拒絕擔任角色的演出時，勇之助說如果小紅豆不扮演灰姑娘(前期公主)角色，那勇之助也會自行推辭王子角色。然而小紅豆為了看到勇之助的王子般帥氣的打扮下，執意繼續扮演被陽子利用的灰姑娘角色。臨到表演之時，小誠在樓梯下被自己扮演灰姑娘的姐姐之裙子絆倒而受傷，令到陽子的劇本大受影響。勇之助由於對小紅豆非常有信心，於是陽子被迫兼任扮演灰姑娘的兇惡姐姐的角色和將跳舞的戲份交給小紅豆，令到本來沒有小紅豆變漂亮，並與勇之助跳舞的戲份，卻實現了，極為高興地與勇之助共舞，縱使沒有綵排，卻跳場非常配合。之後輪到陽子扮演自己白雪公主角色，小誠的腳變好轉，勇之助在小誠的拜託下，偷偷地將王子的角色轉由小誠扮演。陽子在不知情的情況下，吃驚地見到小誠扮演王子意圖親吻陽子，結果在台上大罵，再而昏倒。
在第34和35話，此兩話成為了《小紅豆》最著名的鏡頭，在第34話中當晚的電視劇播出因愛情而接吻，小紅豆的媽媽說：「接吻是一個喜歡一個人的重要證明」。翌日小紅豆整班在討論電視劇中的接吻事情，引起注目和令小紅豆尷尬(最大的是小誠就「小紅豆有沒有與勇之助接吻?」)。放學後與勇之助兩人到公園平常地聊天，小紅豆一直留意勇之助的嘴唇，突然有3位中學流氓對交往中的小紅豆和勇之助作出挑釁，勇之助反抗，卻被圍毆，此時小紅豆只有一邊大哭，一邊拉住中學生叫「住手!」，幸好被其他人發現流氓在毆打(動畫版是多胡老師、原作是途中的中年女性)，流氓們即時逃走並被目擊者追趕。勇之助為了安撫受了嚇驚而大哭的小紅豆，主動地抱住小紅豆，使小紅豆的心情更能平定，並在黃昏情況下深吻小紅豆的嘴唇，此是雙方的初吻，化解了小紅豆的不安。此將劇情升到最高點，當晚小紅豆的腦袋一片空白，整晚想著接吻的一刻。(動畫版中：不知道是否接獲投訴，後期沒有再次出現親密行動)。
之後第35話，小紅豆和勇之助因為對性知識幾乎是不清楚(當時1990年代的社會，對性知識比較保守。對小學生來說，單是接吻已經是很隆重的事 )，加上小誠胡亂都說明是否懷孕是會根據接吻的方式不同而受影響，故此小紅豆和勇之助以為接吻後必會懷孕，同時家政科的老師當日分娩，誕下男嬰。小紅豆、小翠和小薰三位一同去醫院探望家政老師並去看男嬰，家政老師就勇之助先前曾到醫院看男嬰，一看就看了30分鐘。勇之助煩惱了很久，認為小紅豆會因自己吻了她而懷孕，思想開始較怪異(或稱為「可愛」)，例如(1)小紅豆會開始喜歡吃酸的檸檬、(2)勇之助稱野山正(小紅豆的爸爸)為「爸爸」（岳父）、(3)看著小紅豆的肚子。勇之助左思右想後，（4）學校打掃時，主動地代替小紅豆打掃教室。為了令到小紅豆安心，覺得自己要成為一個能承擔一切的可靠男人，故此希望能在小健家經營的「滿壘軒」打工賺錢，卻被小健的爸爸拒絕。翌日，勇之助主動找小紅豆一同到公園，然後向小紅豆提出「不如我們養育我們將出生小寶寶。雖然我們會受到父母的反對，但是我會存下壓歲錢。上到中學，我會外出打工，例如送報紙。我會拚命地賺錢。為了小紅豆，還有將出生的小寶寶。我想我們兩個一定有辦法的，我保證一定會努力的!」小紅豆極受感動，小紅豆卻騙勇之助，說了「一旦泡了熱水澡後就不會懷孕」的謊言。當日在交換日記的最後一頁，寫了很多勇之助為嬰兒擬定的名字。此事可見勇之助為了小紅豆，拚命地計劃一切的心意，使小紅豆安心的愛念。
第70話，小紅豆一家因照顧爺爺，需要暫住在距離學校1小時(共轉乘3次車)車程的爺爺家。勇之助說願意每天先到爺爺家，接小紅豆一同上學，目標是為了爭取聊天1小時的時光。(不過最後小紅豆一家被爺爺威迫，決定回到原址居住，使勇之助實際上不用特地早2小時出門接小紅豆)。此事使爺爺承認勇之助的交往，主動邀請勇之助到家中吃午餐。
第80話，在聽大迫老師解說小建爸爸寫的情書後，勇之助對小紅豆說如果小紅豆不能嫁出，那就由勇之助娶小紅豆為妻。
後期，勇之助越來越在意小紅豆，當勇之助見到小紅豆家中方向有火災，馬上打電話給小紅豆，了解是否平安，另外在第99話中，勇之助願意在夜晚陪伴小紅豆將野山正(小紅豆的爸爸)所需要的汽車鎖匙給野山正。可見勇之助非常擔心小紅豆的事。
勇之助以後，經常找小紅豆，邀請小紅豆去玩，例如家族旅行、聖誕派對、禮年拜拜、划船、滑冰等活動。小紅豆則每次有事的時候，第一時間會想起勇之助，希望勇之助能幫助或建議小紅豆自己解決目前的問題和困難，不過小紅豆非常想與勇之助獨處，心中不希望勇之助邀請其他人參加活動。
動畫的最終話因父親需要長期紐約發展，必須整家搬到紐約而轉學，同時拒絕陽子對自己的告白，說自己是「喜歡小紅豆」。最後在校園外的櫻樹下，相信兩人會再見面而沒有說出「永別了」的說話。
原作漫畫中，雙方有2次的離別，第1次是12歲小學將畢業時，因勇之助父親事業失敗，被迫全家搬到美國，勇之助一直感覺小紅豆在自己身邊，就會變得堅強，故此一直堅決地反對搬到美國。最後在小學畢業禮時，不但與小紅豆舉行模擬婚禮，亦幫小紅豆帶上陽子給予的汽水環當作結婚戒指，對小紅豆說「真正的結婚戒指等我們長大後才帶」、「長大後，我一定會來接你!」。在國二的九月的時候，又回到日本一年時間短暫地讀書，決定與龍一公平地競爭小紅豆，一時令小紅豆難以取捨。可惜在國三秋天時，勇之助父親的事業緣故，又被迫回美國定居。第二次，為了只有小紅豆獨自送行，故意暪騙其他同學實際離去的時間，使小紅豆由學校趕上機場送別勇之助，為了使小紅豆的心靈有依歸，互相交換手錶(即使到25歲，一直有帶在身上)。之後，小紅豆決定選擇勇之助為終身伴侶。在一月，勇之助因事回日本數天探望親友，期間順便找小紅豆見面，給予美國的地址和電話號碼，勇之助偷偷地潛入中學時代居住的舊居寄宿，也吻了小紅豆，頓時將小紅豆所有的不安化解。
最終，在二十歳和小紅豆結婚並且擁有一對雙胞胎子女，以後小紅豆稱呼勇之助為「爸爸」，小紅豆為「媽媽」。
勇之助之父
配音員： 梅津秀行； 李世揚（MOMO親子台）
平常大多在巴黎或紐約等海外出差。過去是方程式賽車的業餘車手、擁有A級駕照。大學時加入樂團（負責薩克斯風）。現在是公司的董事長、是個打扮和外表都很講究的父親，聖誕節邀請小紅豆一同到大學朋友船長的聖誕派對遊玩。第二期途中因為到海外出差而不再登場，很喜歡小紅豆，特地將紐約買來的禮物拜託勇之助送給小紅豆。在94話中由勇之助說明他在紐約工作而已。
原作中第一次事業失敗，被迫舉家移居美國。之後一年半後，在勇之助中學時，所開的公司破産，因此讓勇之助得以回來日本和小紅豆再會。不過之後又回美國發展。
勇之助之母
配音員： 安藤亞里沙、藤本薰； 呂佩玉（衛視中文台）／吳貴竹（MOMO親子台）
勇之助之母，和打扮講究的老公相比，平常是一位比較低調的家庭主婦，性格非常友善，不太懂得如何拒絕別人，卻在滑冰的時候相當酷的形象，就連勇之助也認不出自己的媽媽。擅於料理和庭園、也負責照顧親戚托付的嬰兒，大部分的家事幾乎都沒問題，不過當自家的電力開關跳電時，卻不曉得怎麼扳回去。
相當喜歡小紅豆，經常透過勇之助邀請小紅豆參加活動。在第42話中，當勇之助患上麻疹開始痊癒後，馬上打電話給小紅豆，通知她來陪伴勇之助，之後邀請小紅豆參加聖誕派對、滑冰等活動。
在第94話中，將自己買來的高級雨傘，託勇之助來送給小紅豆，希望小紅豆能經常使用。
在勇之助出生前都不擅長照顧嬰兒。大學時屬於溜冰部、到現在技巧依然沒有衰退。能講一些英文。
對勇之助培養紳士的風度，形成每次吃鐵板燒是由勇之助親自服務女性。
在三年間的播映期間，中間有一年是由藤本薰代班。
優依（舊：陽陽）
勇之助所養的寵物。很愛親近小紅豆與勇之助，每次小紅豆聽到其叫聲，意識到勇之助在小紅豆家中樓下等他。不過在交給寵物旅館或其他人時會表現地相當不安，結果使到陽子想與勇之助一家人去伊豆的旅行，最後去不成。
母狗，米格魯獵兔犬種，身長五十多公分。性格相當乖巧、左耳為茶色。

### 西野家
西野薰（西野かおる）舊：西野香/小香
配音員： 川田妙子； 呂佩玉（衛視中文台）／吳貴竹（MOMO親子台）； 譚淑嫻（亞洲電視）
小學五年級。12月29日生，O型。小紅豆的同學和好友。個性害羞且不擅長表現自己，但也有堅強的地方。
第一期中擔任保健股長、第三期106話的「どうなるの?かおるちゃんのクリスマス」中擔任圖書股長。
由於媽媽經營美容院，讓她對打扮相當了解。另外也是個愛哭鬼。
常和小紅豆及千玉（小翠）一起行動。特別是還會擔任小紅豆的戀愛苦惱傾訴對象並為她打氣。
三年級時，因為小健將傘借給她，一個人淋雨回家的行為而愛上他，所以當小健出問題時都會替他道歉，當受到他的請求時也會非常開心，可說是相當盡責且溫柔的女孩子。因為很喜歡小健，所以多次被小健那驕傲的個性所做的言行傷害到，但不管怎麼樣過份的話都不曾想過要討厭小健。
另外雖然個性害羞，初期連送禮物不敢親自送，要小紅豆代送，後期小健叫她最好不要老是拜託他人送禮後，開始自己主動送禮給小健，對於小健的事情卻會有很大膽的行動和言行，讓他老是對於小薰的追求能稍微積極點。
後半段，連小健也會開始在意小薰、讓產生效果的小薰在原作中，和小健在二十五歲時結婚。
薰之父
配音員： 宇垣秀成； 蔣鐵城（MOMO親子台）
動畫原創角色。單獨前往松本出差。戴著大大的眼鏡。由於自己的誤解（以為小薰喜歡的人是勇之助），讓他對女兒的愛變成像是在強迫她一樣，反倒是小薰感到麻煩。小薰稱他「爸爸」，而在幕後名單則是標名為「薰之父」。不過在小薰眼中，是一個完全不會如何說謊的人。
薰之母
配音員： 佐久間玲； 賀世芳（衛視中文台）／詹雅菁（MOMO親子台）
是個在家裡經營「西野美容室」的美容師。和小薰一起住。因為很忙，所以劇中只在自己家裡和美容院中出現。會為小紅豆等人及她們的母親理髮，因此讓他們常常見面，使她的美容院像是社交場合般。由於西野美容室在劇中慶祝開店10周年，所以能知道是在小薰出生時就開店了。

### 兒玉家
兒玉翠（児玉翠）舊：兒玉綠/千玉
配音員： 松本梨香； 賀世芳（衛視中文台）／龍顯蕙（華視、Disney Channel）／劉凱寧（MOMO親子台）； 姜麗儀（亞洲電視）
小紅豆的同學和好友，雖然是小學生但卻常擔任小紅豆和小薰的保護人及大姐頭的角色。6月6日生。通稱是將她的姓「兒」這個字用音讀念成「千玉」。由祖母代替忙祿的媽媽來養育她。相當老氣的孩子，很公然地討厭男生。體格相當好也擅長運動，個性強硬且頑固，曾經在第65話中，衝到勇之助的家，並不怕正在洗澡的勇之助光著身體的面目，兇惡地質問勇之助是否鼓吹小紅豆不參加社區運動會的角色扮演之事，也會有極度討厭穿裙子的男孩子的一面（在動畫版第30話只穿過唯一一次。小翠認為自己穿裙子的形象不太好看之故），在睡覺的時候，會在睡夢中唱歌，嚇了小紅豆和小薰一大跳。和朋友及同學的價值觀有很大的差異，特別是在戀愛觀的方面，曾經戀上一名已婚的警察。也不時會吐槽同學。另外其他孩子都在討厭肩背式書包但只有她本人還在用。和同學神原洋子感情不太好，老是都在吵架，但也會有意見一致的時候。然後當千玉失戀時，洋子也過來安慰她，能看到兩人內心有很大的成長。
兒玉葵
配音員： 小田木美惠； 楊凱凱（衛視中文台）／詹雅菁（MOMO親子台）
動畫原創角色，小翠的媽媽。是個護士，過著只能將家事交給奶奶和千玉的忙祿生活。在動畫版102話初登場。由於認為「自己沒有對最重要的孩子做過什麼」，於是突然請假而專心做家庭主婦，但由於一位從醫院溜出來的孩子跑到她家讓她決定復職。另外也擁有能為了要辦歲末義賣會而可以在短期內大量收集貨物的行動力。
兒玉春
動畫原創角色，小翠的奶奶。65歳。動畫中本人完全沒登場。其行動都是透過他人的口述。對於千玉的成長有很大的影響，而且都表現在千玉的台詞中。所以她其實就像是麥高芬一樣的角色。當收到老人年金時，還會給千玉零用錢。
洗髮精
動畫原創角色。小翠養的兔子。第71話登場。由於不想被人知道在養寵物而把牠命名為洗髮精，還為了牠食欲旺盛一下子就變大而困擾著。在舊放映的小紅豆中，這隻兔子被命名為「相撲」，原因是當在千玉叫著相撲時，能夠將人誤導千玉再看相撲節目而不被發現。最後因偷偷養著相撲的事機敗露，香月老師緬懷著年輕時曾經也養過兔子的記憶領養了相撲。

### 高橋家
高橋朋美（高橋朋美）舊：高橋朋子
配音員： 鈴木明子，從40話隨著改名雪路； 呂佩玉（衛視中文台）／劉凱寧（MOMO親子台）； 周文瑛（亞洲電視）
小紅豆的同學和好友。4月3日生，A型。是個老是戴著眼鏡且留著娃娃頭的班長，通稱小朋。個性溫柔認真且有禮貌。喜歡小誠，為了令到小誠在遠足時有便當可吃，於是拜託小紅豆將小誠拜託小紅豆做便當的事，轉交由朋美代辦。也知道小紅豆和小薰喜歡的人，三人組成單戀之友會（略稱KTK，第9話），朋美間中以推動者的身份成全小紅豆與勇之助(例如刻意安排勇之助與小紅豆單獨乘同一架觀光覽車，之後向小紅豆說出第27話的真相。在教室裡，相對於小紅豆和小薰都坐在喜歡的人的旁邊，最初她也一樣，但接下來就和小誠分開坐，以後就再也沒有坐在一起。由於體型嬌小且小誠也長的很高，所以經常吊單槓和喝牛奶而想要長高但卻未成功，也會有因此相當失落的時候。在所有主要角色中出場較少。小誠家中離婚的事，朋美當作與小誠雙方的私人秘密，沒有透露出去。後期，與小誠互相交換日記地交往。在第97話，由於不帶眼鏡和穿上「夢幻少女」的服裝，令到小誠非常迷戀。
第61話中，朋美成功地與喜歡的小誠一齊在明治神宮遊玩了一天，令到害羞的朋美開始主動地找小誠。
原作中在小薰的婚禮裡就已經結婚了。但卻無法確定和誰結婚，不過當小薰結婚要拍團體照時，照片中她的旁邊就坐著小誠。
朋美之母
配音：豐島雅美（日本）、楊凱凱（MOMO親子台）
動畫原創角色。於動畫中第46集出現，外形和長相都和朋美一樣。
朋美之父
配音：小室正幸（日本）
動畫原創角色。外表看起來相當嚴厲。戴著眼鏡，所以似乎全家人都是眼鏡一族。在都立動物園擔任獸醫，由於忙著幫動物看病而很少回家，就連朋友也很少看到他。怕吃蒜頭。小誠因為本身有使到動物們喜歡的天性，開始對小誠有好印象。
朋美的祖父
配音：伊藤榮次（日本）
動畫原創角色。在第24話的上課觀摩中登場，他也是戴著眼鏡。個性溫厚且疼愛孫女，在知道現在的孩子的學習很難後，說出「還是過去的孩子好呀」的話。在山梨經營葡萄園。
朋美的伯母
配音：福島織（日本）
第26話登場。和朋美的祖父一起經營葡萄園。不過沒戴眼鏡。

### 高柳家
高柳健（高柳ケン）
配音員： 真殿光昭； 呂佩玉（衛視中文台）／龍顯蕙（華視、Disney Channel）／詹雅菁（MOMO親子台）； 龍德瓊（亞洲電視）
小紅豆的同學和青梅竹馬。通稱「小健」。10月28日生，B型。出席號碼13號。個性調皮活潑，特色是那頂棒球帽，就連上課時也依然戴著。說過想成為職棒選手和退休後承繼「滿壘軒」，除了加入棒球隊外，其他時間就是看漫畫和玩電動，但還是最熱愛棒球。也會在「滿壘軒」裡負責接待和幫忙。喜歡小紅豆(曾經試在橡皮膠的戀愛咒語上，寫了「野山梓」的名字，希望橡皮膠被擦光後，會達成戀情)，不過不曉得是因為他小心還是不擅長表達感情，所以老是無法直接傳達給她。結果只能看著小紅豆和勇之助間的戀情開始發展，不時會調侃兩人的關係(例如夫婦)。一方面雖然感覺到小薰的感情，但沒有積極的表現，對小薰有一種傲嬌的感覺，不過後半段開始在意她。原作中，在二十五歲時和小薰結婚。
小健之父
配音員： 矢尾一樹； 于正昌（衛視中文台）／蔣鐵城（MOMO親子台）
動畫原創角色。經營中華定食屋「滿壘軒」。臉和小健很像。自己會半開玩笑地說書「我做的菜是東京第二好吃」的豪語，不過也確實很有實力，就連要被新開的店搶走生意時，也因為他的菜可以留住老客人而免於關店。不過因為客人很少，所以老是成為孩子們的集會所。由於自己也會跟著和孩子們聊天，所以也變成「附近的大哥哥」的角色。過去讀過南小學，也是大迫老師的學生。
小健之母
配音：村上晴美（日本）
除了字典外，決不讓小健跑去買漫畫。和老公相比，出場極度的少。作中的台詞也只有一句「不行！只能買字典」的台詞（第33話）。

### 坂口家
坂口誠（坂口まこと）
配音員： 津久井教生； 于正昌（衛視中文台）／李世揚（MOMO親子台）； 譚淑英（亞洲電視）
小紅豆的同學，小健的好友，眼睛瞇瞇的。5月5日生，AB型。號碼8號。現在過著有點不檢點且沒有目的的玩樂生活，過去成績比朋美還好，就連賽跑也總是第一名。不過為何會改變則沒有說明，但往另一方面想，他則是個令人無法了解在想什麼而讓人捉摸不定的少年。喜歡玩電玩，在家裡也愛睡覺並且常常跑去遊樂中心。第28話說為了住院的爸爸見到自己跑第1名名的英姿，小誠特地拜託勇之助作教練，練習馬拉松賽跑，在醫院的路上領先，最後因體力不支而昏倒，需要由多胡老師背他回到學校。
有對於麻煩的事、不方便的事情會加以逃避的傾向，也因此常會替他帶來麻煩。為了讓他可以逃避，有時會漫無目的做出離家出走等事情而讓週遭的人擔心，但卻笑笑著渡過而似乎沒有反省。不過反過來，如果有不能逃避的場合時，也會有很徹底地告訴別人，他們無法做到等行為。在第86話，說明有三個姐姐，由於小誠是家中唯一的男生，故此三個姐姐們想他變得是一個男子漢，小誠為了逃避，因此曾暫住勇之助之家一星期。此時也反映小誠的烹飪才能，勇之助認為比小健的爸爸手藝更好，可惜一直以來沒有人認真地稱讚小誠的優點而已。
稱離婚的媽媽為「母親」並且常常躲在旁邊看著她（動畫第25話），對高山植物知識相當詳細，而有著令人意外的一面。另外會暈艇，而有著很嚴重的暈動病及懼高症。
第7話中稱母親為「媽媽」，並且請求小紅豆幫他「旅行中」的母親作便當，不過這時他的父母是否已離婚則未確定。
第25話中，對於橫濱的旅館工作的媽媽說出：「我媽已經和我爸離婚了」。其後於第46話中，終於稱呼後母為母親。
朋美的單戀對象，後期開始和朋美接觸頻繁，還一起出席小薰和小健的婚禮。
小誠父
配音：津久井教生（日本）、蔣鐵城（MOMO親子台）
動畫原創角色，臉孔和聲音都與小誠一模一樣，過去是個馬拉松選手。因為膽結石手術而住院。似乎從公司轉職到自營業。第一期中和小誠的媽媽離婚，第二期的第46話「春のサスペンス!ドキドキ家庭訪問」和別人再婚。
小誠之母
動畫原創角色。動畫版第25話初登場。和老公離婚後，在橫濱的旅館櫃台工作。小誠也常常偷偷跑去看她。在南小學的藝術發表會時，在觀眾席中有一位與她相似的人物。雖然其他同學都還不知道離婚的事情，但朋美卻知道這個事情，但因為對小誠的愛而隱瞞起來。另外小誠有豐富的高山植物知識也與她有關。
坂口冴子（さかぐち さえこ）
配音：山口由里子（日本）、劉凱寧（MOMO親子台）
動畫原創角色。小誠的三個姐姐之一。三位姐姐負責矯正小誠不檢點的生活，對於小誠老是要他「給我差不多點」。長的相當漂亮，但也有會在眾人面前罵人等像是母親一樣的認真之處。另外也像是坂口家的代表般，會出席上課觀摩的活動，雖然是朋友的姐姐，不過小健似乎從未看過她。

### 神原家
住在很高級的地區，而家裡也是由有名的建築師設計，是個相當有錢的家庭，家有兩層樓且有很大的庭院。
神原洋子（榊原ヨーコ）
配音員： 佐久間玲； 賀世芳→林凱羚（衛視中文台）／詹雅菁（MOMO親子台）； 吳小藝（亞洲電視）
是個任性自大的美少女大小姐。5月9日生，血型AB型。有著一頭長且光滑的頭髮而受女孩子仰慕。也是個愛表現的人，但老是被小健和小誠搞錯意思而引起騷動。對於任何女孩子都稱作「～小姐」但反過來，（卻稱小紅豆為「小紅豆」，小薰為「小薰」，朋美則為「朋美」）對男孩子則直接叫他們的名字（勇之助也是一樣的稱呼）來向他們示好。因此和討厭男生的千玉感情很不好。確定自己是配得上勇之助的人，故此很多時候想製造親近勇之助的機會，例如估計勇之助的座位位置、占卜(想說有Y字頭的女性是自己，勇之助反而認為所指的是他的母狗-優依)、邀請旅行、補習、生日宴會、用錄音的錄音帶作交換日記(最後卻是小紅豆收到)，甚至在藝術發表會謀求在自己創作和策劃的表演劇本-《白雪公主原來是灰姑娘》中，與扮演王子的勇之助跳舞和接吻(大部份因小誠的關係，幾乎失敗收場。反而成全了小紅豆與勇之助的感情，在劇本中，小紅豆扮演前期公主(灰姑娘)，與勇之助快樂地跳舞。之後由洋子扮演的後期公主(白雪公主)，此時卻不知道勇之助將王子的戲份全部改為小誠扮演，在臨接吻的階段，發現王子是小誠後，氣得大罵小誠到昏倒。)等，但又由於小紅豆和勇之助有感情，洋子只是單戀勇之助，故此最終沒有變成三角戀關係。和勇之助在一起而要向小紅豆正面對決時，會有互相比賽喜歡勇之助那一點的場景，而小紅豆會說他的內在美，洋子則會說他的外在美。這時洋子認為自己的外在（長相、擁有的東西、家產等，認為自己是最完美的女生）都贏過小紅豆，所以勇之助當然會選自己，並且天真地和深深地認為小紅豆是擾亂勇之助判斷而存在。但在最後她則捨棄這些想法，直接向勇之助表達自己的感情，勇之助即時拒絕的一刻，在表面的冷靜應對方法，然後衝出去大哭，顯示了她內心已有成長，接受挫折。
原作中的口頭禪是：「不是嗎」，並且多用於自己發言且要被對方反駁前的時候。
洋子很愛面子，當她在第42話患上麻疹的時候，向學校謊稱自己到北海道探望爺爺5天。
在第44話中，陽子在休息站見到勇之助和小紅豆兩家人一同到長野縣蓼科旅行，洋子問勇之助為甚麼不告訴她知道，勇之助即時回應說：「我沒有偷偷地暪著你，是我覺得根本沒有必要告訴你。另外我也沒有告訴小健和小誠，因為他們是同班同學，洋子你也是同班同學而已。」在此，可以知道小紅豆在勇之助的地位是最重要。
原作中，初期是喜歡勇之助，不過知道勇之助心中只有小紅豆後，洋子改為與後期教導自己的補習老師交往。小學畢業禮那天，小紅豆和勇之助在櫻花樹下面模擬新郎和新娘時，洋子拿出汽水環給小紅豆和勇之助，希望他們能當成結婚戒指，瞬間將氣氛提到最高點。之後勇之助搬到美國後，成為失意的小紅豆的最佳理解者，中學二年級時和小紅豆同班。但已經沒有像小學時的態度，還會說出很討厭綠川的話來保護小紅豆(因為洋子討厭綠川目中無人的性格，於是支持小紅豆)，而擔任支持她的角色。把綠川視為對手，老是和她吵架。長大後成為空姐。
洋子之母
配音員： 松本梨香； 賀世芳（衛視中文台）／吳貴竹（MOMO親子台）
動畫原創角色，是個打扮相當華麗的美麗媽媽。雖然是位家庭主婦，但卻沒看她在做家事。和女兒一樣個性天真且老是給人帶來麻煩。由於老公常出差，所以只和陽子住一起。榊原家有兩台車，並且之中有一台紅色轎車。
小舞（舊：月月）
動畫原創角色，洋子所養的米格魯犬。30話中似乎生了小狗。

### 南小學
多胡耕作
配音員： 園部啟一； 于正昌（衛視中文台）／洪耀陽（華視、Disney Channel）／李世揚（MOMO親子台）
小紅豆所屬的「5年2班」的導師，通稱「多胡老師」。不但在戶外，在教室內也穿著體育服。雖然看起來很粗獷，但卻是個會常常觀察學生狀況的好老師，很有人氣。就連一年級的大豆也很仰慕他。似乎不擅長彈鋼琴。綠町小學的教務主任是他的妻子（配音：小林優子）並且兩人住在公寓裡。由於妻子的職位較高，所以相當忙碌，因此老是由他負責買菜和煮菜。出身千葉縣房總地方，雙親（母：巴菁子）則在經營農業，還曾讓小紅豆一行人來幫忙。老是負責收拾小誠捅出來的婁子，但似乎無法改正他的行為。畢業於明峰大學。
原作中有兩個孩子。
香月美奈
配音員： 篠原惠美； 呂佩玉（衛視中文台）／吳貴竹（MOMO親子台）
動畫原創角色。在第二季中來到南小學，為音樂大學畢業的音樂教師。之前曾在勇之助轉學的前的明朝學園實習，所以認識勇之助。不但是個美人也擅長打扮，在男女學生間的人氣都很高，同時食量很大，一個人可以吃一碗拉麵、一碟鍋貼和一大盤炒飯。出身靜岡縣西伊豆町，老家在種橘子。擅長駕駛汽車，曾經在電玩中贏了小誠。她人由於是想到就做的那類人，故此當勇之助提起自己的同學時候，她就會馬上自己一個個地打招呼，從而了解認識自己學生。
她的教學分式平常是非常溫柔，非常受男生歡迎，初期引起小紅豆吃醋，後期知道香月美奈是好老師後，非常喜歡她。另外她不喜歡學生有欺騙她或有虛榮心，當她知道洋子為了出席自己的婚禮而訂做新的禮服後，認為「小學生不需要買那麼昂貴的禮服!」為由，拒絕洋子出席自己的婚禮，改由勇之助陪同小紅豆出席。
劇中和外國人肯特結婚，不過只出現在故事中的一小角裡，並且之後也懷孕了。
大迫美智江
配音員： 伊倉一惠； 吳貴竹（MOMO親子台）
動畫原創角色。第三季來到南小學擔任校長。過去是南小學的老師，當時也是小健之父的導師，曾經收到當時是小學生之小健之父的情信，小健在校長的口中，了解自己爸爸的過去。由於一直以來專注在教育事務，錯過了婚期，一個人住在公寓中。騎機車上班。她喜愛接觸學生，上任不久，就與每班的班代表共進午餐，以了解他們的生活。
吉野老師
配音員： 白石文子； 詹雅菁（MOMO親子台）
動畫原創角色。第35話「ナイショ!赤ちゃんはどこからくるの」中，登場的家庭科教師。由於懷孕誕下男嬰，於是請假住院。並且由保健老師來教料理實習。

#### 5年2組
小紅豆等人班上，總計男生14名女生16名共30名學生並且能從第21話「ドッキリ! 恐くてうれしい林間学校」中，在試膽大會分配組別時，由千玉和洋子被迫分在同一組的時候及「我們班上女生比較多呀」的多胡先生的台詞中等點中知道。
另外在第60話「世紀の決戦! クラス委員は誰がなる!?」中，在決定班長是誰時，總計有三十票，第一季的片尾照片中可以算出有男子14名女子16名等細部的地方也能得知。
不過不知為何不但有時班級公佈欄中有32位習字帖的場景，也有30位習字帖的場景。另外第一期中也有33名學生存在的場景。
第7話「五月晴れ!霧の中のツーショット?」和第27話「ガーン!勇之助くんなんか大きらーい」也有只出現名字的學生。

#### 1年生
齊藤圓/齊藤窗佳（さいとう まどか）
配音員： 高田由美； 呂佩玉（衛視中文台）／吳貴竹→楊凱凱（MOMO親子台）
動畫原創角色。第62話「怎麼會! 大豆的女朋友」中登場。和大豆同班，也是他的女友。有學書法，也相當有實力。怕狗。是咖啡専門店「花之門」的老闆的女兒。對勇之助一見鍾情，還把情書噴上香水交給他並且造成勇之助的困擾。另外從嘲諷千玉、威脅洋子等點來看，有著不像一年級小朋友般的大膽。最終被洋子知道「她的情書，光是一年級的就送過十個人以上」而放棄追求勇之助。之後還送給小誠情書。有一個叫作庄作的弟弟。

#### 6年生
東條克也（とうじょう かつや）
配音員： 林延年； 李世揚（MOMO親子台）
動畫原創角色。第47話「情敵出現！勇之助怎麼辦」登場。和小健同個棒球隊且留著平頭，與勇之助一樣很受歡迎。小時候在尋找遺失的棒球時，由於小紅豆幫他一起找球而喜歡上她。當他升上六年級，而小紅豆五年級時，由小健將小紅豆介紹給他。他硬是說服了小紅豆，讓小紅豆被迫與他約會。最終在知道小紅豆不喜歡他後，而放棄。
在第一次看到小紅豆時並不知道她的名字，但從當小健只說出她的名字，他立刻就知道是「幫他一起找球的小女孩」和知道朋友都叫她「小紅豆」等事情來看，則是本作中不可解的謎題。

#### 原南小學學生
藤卷拓（ふじまき たく）
配音員： 三木真一郎； 賀世芳（衛視中文台）、李世揚（MOMO親子台）
動畫原創角色。第73話「不好的回憶!? 一天的轉學生」登場。1年級時和小紅豆、小健及千玉同班。從教小健如何掀女孩子裙子、跑去拉千玉的辮子等點來看，是個比小健更頑皮的少年。與勇之助同様，老是都在轉學而和勇之助相當親近。曾經喜歡小紅豆，但在久違的再遇後，察覺到她和勇之助正在交往，於是放棄。小時候曾和小健打賭誰先追到小紅豆，但後來還是變成平手。過去有著不想讓人知道就自己轉學的事情，因此讓他沒有告訴小紅豆他們就離開並且搬到母親的娘家北海道旭川。
父親在他小時候就過世，母親也患有重病。
與千玉從幼稚園時就認識，由於看到千玉尿褲子的事情，於是從那以來就千玉就一直無法在他面前抬頭。但在一年級時，雖然和她一樣在四班，不過這件事還是被其他學生知道。

### 其他動畫原創角色
仙台的姨丈（せんだいのおじさん）
配音：園部啓一（日本）、李世揚（MOMO親子台）
小紅豆和大豆的叔叔，在仙台當酪農。由於經營困難要暫時關閉牧場，但卻被妻子反對並且離家出走而撤回決定。
仙台的阿姨（せんだいのおばさん）
配音：勝生真沙子（日本）、吳貴竹（MOMO親子台）
小紅豆和大豆的阿姨、敬子的姐姐。和妹妹相比，個性更明朗開放。和老公一起當酪農，由於老公想要收掉牧場，於是和他吵架而離家出走。這時在滿壘軒打工並且被小健之父誇獎她的工作能力是「久違的四棒」。
美千代（みちよ）
配音：兵藤麻子（日本）、楊凱凱（MOMO親子台）
第89話登場，小紅豆之父的同學，綽號是「小美」。在千住經營叫作「狸貓」的什錦燒店，學生時代就像是班上的老大並且會欺負小紅豆之父，但實際上是喜歡他才會這麼做並且後來向小紅豆等人說出這件事。
定男（さだお）
配音：鈴木晶子（日本）、賀世芳（衛視中文台）、劉凱寧（MOMO親子台）
美千代的兒子。擅長吵架，就算是和小誠及小健吵架也都相當從容。由於千玉和他媽媽個性很像，而喜歡千玉。
繪理香之母
配音：熊谷ニーナ
第68話登場，勇之助之母的妹妹。有個小孩。
繪理香
第68話登場，勇之助的姪女。雖然是個愛哭鬼，但在勇之助和他的媽媽面前不會亂哭。對於沒有兄弟姐妹的勇之助來說把她當作妹妹一樣。
佐伯（さえき）
配音：伊崎獸克
第69話登場，在小紅豆之父工作的大學讀書的文學系大學生。為了避免不及格而打算攏絡小紅豆，但後來被小紅豆之父知道後而加以怒斥。
島崎（しまざき）
配音：中村大樹（日本）、李世揚（MOMO親子台）
第81話登場的中學生。是和勇之助球隊對手的隊長。體格很好，平頭且長得很嚴厲。比賽中即使被勇之助拌到腳，但還是向勇之助表現出其男子漢的一面。
小山（こやま）
配音：舟津俊雄（日本）、吳貴竹（MOMO親子台）
和島崎同隊的中學生、島崎的後輩。平常並無上場比賽，但在和勇之助的球隊對戰時得過分。由於悔恨輸了比賽而向陽子家及小紅豆家打無聲電話，之後向她們道歉。
迷迷糊糊太郎（ろぼろぼたろう）
配音：東沙織
第85話登場，為兒童向節目的吉祥物。還有販賣關於他的商品。
渚綠
第85話登場的女演員。和陽子借帽子去參加電視節目。
順帶一提，這個電視台不但會播放低學年的兒童向節目，也有電視新聞和氣象預報和大河劇等節目，外觀也和NHK很像。
三谷志乃（みたにしの）
配音：吉田理保子（日本）、劉凱寧（MOMO親子台）
第100話登場，三色堇化粧品的會長而且相當有錢。最近由於退休和單身，所以想收大豆為養子。
若林（わかばやし）
配音：舟津俊雄（日本）、李世揚（MOMO親子台）
第100話登場，志乃的司機。由於穿著西裝戴著墨鏡，最初被認為是壞人。
齊藤庄作（さいとうしょうさく）
配音：東さおり
第101話登場，齊藤圓的弟弟。由於是個剛出生的孩子所以不太會說話，很受小誠疼愛。
肯特
配音：中原茂(日本)：李世揚(MOMO親子台)
南小學校音樂教師，香月美奈的老公，和香月認識兩個月就結婚。因為在日本生活很久而很會說日語，體格高大且留鬍子，個性也很沉穩。由於看到小健送拉麵外賣的樣子，想起自己以前小學生也是經常打工，感覺小健很懂事，於是邀請小健出席婚禮，並希望小健帶上肯特自己第一份薪金所買回來的領帶。
比利
配音：傑夫·曼尼（日本）、李世揚（MOMO親子台）
職業攝影師，勇之助之父的好友並且是個美國紐約人。由於是自學日語，所以常把ところ和どころ兩個字給搞錯。很憧憬日本文化，所以想在成人式會場拍攝大和撫子的照片時，因為沒有他所看中的女性而感到失落，但由於小紅豆前來幫忙而相當感謝她，於是讓她擔任自己的模特兒。興趣是料理，有專業的實力。被小健之父問說：「要不要在我店裡工作？」，被他以：「料理只是我的興趣」而拒絕。
村岡秀雄（むらおか ひでお）
勇之助之父的公司的職員。將到美國的飛機票交給小紅豆。由於陽子和她的媽媽一度和勇之助家有所來往而認識她們。

### 中學的角色
原作中，在小紅豆他們升上中學時登場的角色。

#### 一年級時
由於小紅豆在B組，小薰和小健在A組、讓她和小學時代的好友小薰他們不同班而感到不安。因此使小紅豆和在入學式中認識的龍一變得相當親密。而由於千玉在其他中學讀書而沒有登場，還有雖然和朋美同校，但她也一樣沒登場。
另外由於小紅豆和龍一吵架，因此讓她成為班長並且還加入網球部而可以見到他的生活有所變化。
松岡龍一（まつおか りゅういち）
中學一年級時和小紅豆同班的同學。小紅豆當初叫他「鳳梨」（他的髮型很像鳳梨）。由於和小健上同個補習班讓他們感情很好，也從小健那邊聽到「小紅豆」的小名，而從當天就和她很親近。
性格有點不可思議，另外也有很積極和溫柔的一面。當小紅豆失意時叫來作為情敵的勇之助，使她重新振作。擅於計算而有著人間計算機的稱號。另外運動神經也很優秀，中學時加入硬式網球部而相當活躍。小學時似乎相當受歡迎。
由於妹妹想要自己的房間，於是在沒辦法下將倉庫改造成自己的房間來住。
在入學式時雖然被小紅豆討厭，但卻慢慢和她親近起來。一年級暑假的最後（小紅豆的生日）由於想要抄寫作業，於是將小紅豆叫出來，這時對她說出：「只要能兩小時內完成數學的練習的話就親我一下吧」的話，讓小紅豆變得很在意他。當然，小健也把他視為對手。
最終由於小紅豆向勇之助告白，而讓他決定放棄並且使他決定進入網球實力堅強的私立高中。考試前在情人節時收到小紅豆的巧克力，而在中學畢業後也和她道別。
之後的生活詳情不明，25歳時忙於出賽，因此沒有參加小健和小薰的婚禮。
本田美佳
和小紅豆同班的女同學，是她在中學時第一個交的朋友。與小紅豆一起加入網球部。
胸部大而屬於性感的類型。
和龍一是小學同學，在運動會或遠足時因為總是一起行動而相當親近。
春日
和小紅豆同班的女同學，常給小紅豆戀愛的建議。
雖然是中學生卻有著會穿高叉泳裝的大膽行為，還擅於作甜點。
在「情侶配對遊戲中」中由於布魯林選了她而和他成為正式的情侶。
村上
和小紅豆同班的女同學，似乎喜歡三年級的學長，畢業那天也流下淚來。
布魯林
和小紅豆同班的男同學，班上的諧星，不擅讀書。興趣是相聲。
小雄
和小紅豆同班的男同學，也是個愛搞笑也很溫柔的人。興趣是讀書。
堀江
隔壁班的女同學，小學時就和美香同班。頭腦很好，似乎有戴眼鏡，但到中學時就改戴隱形眼鏡。
由於龍一和她約會時，對她說過：「我和許多女孩子約會後，還是小紅豆最好。」讓她很嫉妒小紅豆。
綠川理惠
第三學期中登場，隔壁班的女同學。
外表看來相當可愛，小學時以「被她看上的男人沒有能夠逃得過」而相當有名。但從一開始就對龍一產生感情以及和暫時回國的勇之助來往等事來看，對小紅豆的態度相當不好。
但在龍一因為自己而受傷，使她在班上的立場變得相當尷尬時，第一次對龍一展現直率的態度，因此也讓全部的戀愛關係產生變化。最終學年的情人節中成為支持小紅豆送巧克力給龍一的人。不過她沒出席小薰和小健的婚禮，中學畢業後雖然不曉得她的生活狀況，但後來似乎成為了模特兒。

#### 教師
若林道夫
「1年B組」、「3年A組」的導師。國語老師，個性熱血。
佐藤老師
「2年A組」導師，女性，但以「恐怖」而在學生間聞名。
淺川老師
2年級時的英語老師，女性。
森老師
暫代佐藤老師的男性教師。和勇之助有點像。三年級後半段，開始親近陽子，還對陽子說：「合格的話就給妳獎賞吧」讓陽子因此充滿精神。

## 出版書籍

### 單行本
| 冊數 | 講談社       | 講談社             | 長鴻出版社 | 長鴻出版社             |
| 冊數 | 發售日期     | ISBN               | 發售日期   | ISBN                   |
| ---- | ------------ | ------------------ | ---------- | ---------------------- |
| 1    | 1994年1月8日 | ISBN 4-06-178511-7 | 1998年6月  | ISBN 978-957-537-751-6 |
| 2    | 1994年9月6日 | ISBN 4-06-178786-1 | 1998年7月  | ISBN 978-957-537-752-4 |
| 3    | 1995年4月6日 | ISBN 4-06-178803-5 | 1998年8月  | ISBN 978-957-537-798-2 |
| 4    | 1996年5月    | ISBN 4-06-178832-9 | 1998年8月  | ISBN 978-957-537-799-0 |
| 5    | 1997年6月    | ISBN 4-06-178864-7 | 1998年9月  | ISBN 978-957-537-845-8 |

| 冊數 | 講談社        | 講談社                 |
| 冊數 | 發售日期      | ISBN                   |
| ---- | ------------- | ---------------------- |
| 1    | 2015年10月6日 | ISBN 978-4-06-377273-9 |
| 2    | 2015年10月6日 | ISBN 978-4-06-377274-6 |
| 3    | 2015年10月6日 | ISBN 978-4-06-377275-3 |
| 4    | 2015年11月6日 | ISBN 978-4-06-377284-5 |
| 5    | 2015年11月6日 | ISBN 978-4-06-377285-2 |

### 彩色映畫版
| 冊數 | 講談社        | 講談社                 |
| 冊數 | 發售日期      | ISBN                   |
| ---- | ------------- | ---------------------- |
| 1    | 1996年8月23日 | ISBN 978-4-06-324580-6 |
| 2    | 1996年10月3日 | ISBN 978-4-06-324582-0 |
| 3    | 1996年11月1日 | ISBN 978-4-06-324587-5 |
| 4    | 1996年12月9日 | ISBN 978-4-06-324590-5 |
| 5    | 1997年1月22日 | ISBN 978-4-06-324592-9 |
| 6    | 1997年3月3日  | ISBN 978-4-06-324595-0 |
| 7    | 1997年4月8日  | ISBN 978-4-06-324598-1 |
| 8    | 1997年6月2日  | ISBN 978-4-06-324650-6 |

## 電視動畫
由NHK「衛星動畫劇場」從1995年4月4日播放到1998年3月17日（中間有中斷），全117話。系列構成為雪室俊一、117話中除了第11話外，116話的劇本也由他負責。與負責每集最後單元插畫的平田敏夫一起用小紅豆的旁白在故事的後日談中提到這件事。
原作中是描寫主角小紅豆從小学5年生到中學畢業的故事，動畫版則改為專注在她在小學5年級時所生的故事，所以動畫中沒有升級的描寫。另外動畫版中對於小紅豆周圍同學的描寫也隨著增加，特別是原作中很少出場的大豆、小健、小誠、千玉、朋美的活躍度也因此提升，而且對於這些人的親人描寫也一樣有所增加。另外原作設定中雖然有談到千玉和朋美是她的朋友，但動畫版則更加強調千玉是她的好友的程度。
動畫版也追加了這些主要角色的兄弟姐妹、家族、親戚、鄰居等原創角色，使本作的故事和視點能因此擴大提升，並讓故事舞台變得更多元豐富。這些都和雪室過去負責過編劇的《齊天烈大百科》是同樣的手法。
還有動畫版主要的男性角色（勇之助、小健、小誠）都是找男配音員替他們配音，這在許多由女配音員負責演出少年角色的作品中，更顯珍貴。
另外衛星動畫劇場播放時，多次有特別節目，而在節目休息時也會再播放。

### 工作人員
- 原作：秋元康、木村千歌
- 系列構成：雪室俊一
- 角色設定：川尻善昭
- 美術監督：上原成代
- 音樂：辻陽
- 音響監督：鶴岡陽太
- 導演：小島正幸
- 動畫製作作：MADHOUSE
- 動畫製作人：吉本聰
- 製作人：近藤榮三
- 共同製作：NHK ENTERPRISES 21（現：NHK ENTERPRISES（日语：NHKエンタープライズ））、SOGOVISION（日语：総合ビジョン）
- 制作著作：NHK

### 主題曲
| 類別   | 歌曲                   | 作詞     | 作曲       | 編曲                  | 歌手             |
| ------ | ---------------------- | -------- | ---------- | --------------------- | ---------------- |
| 片頭曲 | 美麗的你（素敵な君）           | 阿久延博 | 三木拓次   | RAZZ MA TAZZ & 今井裕 | RAZZ MA TAZZ     |
| 片尾曲 | 黎明（夜明け）（第一期）     | 阿久延博 | 三木拓次   | RAZZ MA TAZZ & 今江裕 | RAZZ MA TAZZ     |
| 片尾曲 | 散步（歩こう）（第二、三期） | 秋元康   | 藤原育郎   | 藤原育郎              | 野山梓（尤加奈） |
| 插入曲 | 小紅豆同學！（あずきちゃんたら!）       | 秋元康   | 作仁科薰理 | 藤原育郎              | 野山梓           |

### 各話列表
| 播放日期      | 播放日期       | 話數  | 標題                             | 腳本              | 分鏡              | 演出         | 作畫監督   | 習字     |
| BS2           | ETV            | 話數  | 標題                             | 腳本              | 分鏡              | 演出         | 作畫監督   | 習字     |
| 第1期         | 第1期          | 第1期 | 第1期                            | 第1期             | 第1期             | 第1期        | 第1期      | 第1期    |
| ------------- | -------------- | ----- | -------------------------------- | ----------------- | ----------------- | ------------ | ---------- | -------- |
| 1995年 4月4日 | 1996年 7月6日  | 1     | 春天來了！小紅豆的戀愛是櫻花色   | 雪室俊一          | 小島正幸          | 小島正幸     | 北尾勝     |          |
| 4月11日       | 7月13日        | 2     | 秘密！橡皮擦的咒語               | 雪室俊一          | 櫻井弘明          | 櫻井弘明     | 金子紀男   | 青空     |
| 4月18日       | 7月20日        | 3     | 大告白！我喜歡的人               | 雪室俊一          | 坂田純一          | 上田茂       | 君塚勝教   | 真実     |
| 4月25日       | 7月27日        | 4     | 衝擊！充滿淚水的運動會           | 雪室俊一          | 政木伸一          | 政木伸一     | 金子紀男   | 青空     |
| 5月2日        | 8月3日         | 5     | 噗通噗通！勇之助要來我們家？     | 雪室俊一          | 淺香守生          | 佐佐木和宏   | 河内日出夫 | 青空     |
| 5月9日        | 8月10日        | 6     | 愚笨的我！亂七八糟的小餅乾       | 雪室俊一          | 櫻井弘明          | 櫻井弘明     | 金子紀男   | 約束     |
| 5月16日       | 8月17日        | 7     | 五月的晴天！霧中的特寫           | 雪室俊一          | 小島正幸          | 小寺勝之     | 蘆野芳晴   | 放送     |
| 5月23日       | 8月24日        | 8     | 真的嗎？競爭對手是千玉！         | 雪室俊一          | 青山弘            | 矢野篤       | 金子紀男   | 希望     |
| 5月30日       | 8月31日        | 9     | 大募集？暗戀同盟會               | 雪室俊一          | 坂田純一          | 坂田純一     | 君塚勝教   | 未来     |
| 6月6日        | 9月7日         | 10    | 秘密！勇之助是慢吞吞的人？       | 雪室俊一          | 櫻井弘明          | 櫻井弘明     | 金子紀男   | 五月雨   |
| 6月13日       | 9月14日        | 11    | 心跳加速♥第一次約會              | 浦畑達彥 若木ちえ | 淺香守生          | 淺香守生     | 北尾勝     | 希望     |
| 6月20日       | 9月21日        | 12    | 嫉妒！目標對準勇之助             | 雪室俊一          | 政木伸一          | 政木伸一     | 金子紀男   | 夏祭     |
| 6月27日       | 9月28日        | 13    | 男生的秘密！？美容院的小健       | 雪室俊一          | 佐佐木和宏        | 佐佐木和宏   | 山田道代   | 青空     |
| 7月4日        | 10月5日        | 14    | 拜託！不好意思的七夕許願         | 雪室俊一          | 青山弘            | 古川政美     | 金子紀男   | 朝顔     |
| 7月11日       | 10月12日       | 15    | 開始♥愛的交換日記                | 雪室俊一          | 小島正幸          | 田中洋之     | 君塚勝教   | 希望     |
| 7月18日       | 10月19日       | 16    | 好吃嗎！？醬油味的炸明蝦         | 雪室俊一          | 櫻井弘明          | 櫻井弘明     | 金子紀男   |          |
| 7月25日       | 10月26日       | 17    | 女人的骨氣！？章魚公園決鬥       | 雪室俊一          | 片渕須直          | 片渕須直     | 蘆野芳晴   |          |
| 8月1日        | 11月2日        | 18    | 夏日專送！期盼已久的情書         | 雪室俊一          | 小寺勝之          | 小寺勝之     | 金子紀男   |          |
| 8月8日        | 11月9日        | 19    | 媽媽的秘密！回憶中的秘密情人     | 雪室俊一          | 佐佐木和宏        | 佐佐木和宏   | 山田道代   |          |
| 8月15日       | 11月16日       | 20    | 麻辣味！愛情外送的味道           | 雪室俊一          | 政木伸一          | 政木伸一     | 金子紀男   |          |
| 8月22日       | 11月23日       | 21    | 膽顫心驚！有點恐怖的林間學校     | 雪室俊一          | 坂田純一          | 坂田純一     | 君塚勝教   |          |
| 8月29日       | 11月30日       | 22    | 為什麼？被遺忘的生日             | 雪室俊一          | 櫻井弘明          | 櫻井弘明     | 金子紀男   |          |
| 9月5日        | 12月7日        | 23    | 糟了！交換日記要結束了           | 雪室俊一          | 北尾勝            | 北尾勝       | 蘆野芳晴   | 夏山     |
| 9月12日       | 12月14日       | 24    | 爺爺！請你相信勇之助             | 雪室俊一          | 高村彰            | 高村彰       | 金子紀男   | 親愛     |
| 9月19日       | 12月21日       | 25    | 加油！朋子的第一次約會           | 雪室俊一          | 佐佐木和宏        | 佐佐木和宏   | 山田道代   | 友情     |
| 9月26日       | 12月28日       | 26    | 深秋！？各自前往的採葡萄之旅     | 雪室俊一          | 櫻井弘明          | 櫻井弘明     | 金子紀男   |          |
| 10月3日       | 1997年 1月11日 | 27    | 打擊！我最討厭勇之助了           | 雪室俊一          | 片渕須直          | 片渕須直     | 君塚勝教   | 秋空     |
| 10月10日      | 1月18日        | 28    | 艷陽下的敵手！小健V.S.勇之助     | 雪室俊一          | 政木伸一          | 政木伸一     | 新谷憲     |          |
| 10月17日      | 1月25日        | 29    | 無法見到！不可以見面！           | 雪室俊一          | 坂田純一          | 坂田純一     | 蘆野芳晴   |          |
| 10月24日      | 2月1日         | 30    | 大危機！親密的三人組             | 雪室俊一          | 櫻井弘明          | 立川太郎     | 金子紀男   | 愛情     |
| 10月31日      | 2月8日         | 31    | 含淚的女主角！玻璃鞋到底是誰的   | 雪室俊一          | 佐佐木和宏        | 佐佐木和宏   | 山田道代   | 故郷     |
| 11月7日       | 2月15日        | 32    | 真意外！是誰偽裝成我們兩個       | 雪室俊一          | 高村彰            | 高村彰       | 新谷憲     |          |
| 11月14日      | 2月22日        | 33    | 初公開♥小香的愛情物語            | 雪室俊一          | 片渕須直          | 小寺勝之     | 君塚勝教   | 豊作     |
| 11月21日      | 3月1日         | 34    | 心跳！夢幻般的初吻               | 雪室俊一          | 櫻井弘明          | 櫻井弘明     | 金子紀男   | 伝統     |
| 11月28日      | 3月8日         | 35    | 大秘密！嬰兒是從哪裡生出來的     | 雪室俊一          | 片渕須直          | 片渕須直     | 北尾勝     | 情景     |
| 12月5日       | 3月15日        | 36    | 刺激！千玉的戀愛物語             | 雪室俊一          | 政木伸一          | 政木伸一     | 新谷憲     |          |
| 12月12日      | 3月22日        | 37    | 感動！獨一無二的禮物             | 雪室俊一          | 佐佐木和宏        | 佐佐木和宏   | 山田道代   | 真実     |
| 12月19日      | 3月29日        | 38    | 好冷！孤孤單單的聖誕節           | 雪室俊一          | 櫻井弘明          | 櫻井弘明     | 金子紀男   |          |
| 12月29日      | 4月5日         | 39    | 再見！兩個人的交換日記           | 雪室俊一          | 小島正幸          | 小島正幸     | 蘆野芳晴   |          |
| 第2期         |                |       |                                  |                   |                   |              |            |          |
| 1996年 4月2日 | 1997年 4月12日 | 40    | 春暖花開！男同學的初戀           | 雪室俊一          | 坂田純一          | 坂田純一     | 春日井浩之 |          |
| 4月9日        | 4月19日        | 41    | 忙線中！愛的熱線                 | 雪室俊一          | 小島正幸          | 小島正幸     | 芦野芳晴   | 春風     |
| 4月16日       | 4月26日        | 42    | 好燙喔～！夢中的蕁麻疹           | 雪室俊一          | 政木伸一          | 政木伸一     | 新谷憲     | 未来     |
| 4月23日       | 5月3日         | 43    | 頑固！千玉和奶奶嘔氣             | 雪室俊一          | 小島正幸          | 小島正幸     | 君塚勝教   |          |
| 4月30日       | 5月10日        | 44    | 哇！跟勇之助一起的難忘的旅行     | 雪室俊一          | 北尾勝            | 北尾勝       | 春日井浩之 | 春霖     |
| 5月7日        | 5月17日        | 45    | 找尋！朋美的夢想                 | 雪室俊一          | 政木伸一          | 政木伸一     | 新谷憲     | 努力     |
| 5月14日       | 5月24日        | 46    | 不安！恐怖的家庭訪問             | 雪室俊一          | 小島正幸          | 小島正幸     | 蘆野芳晴   | 五月晴れ |
| 5月28日       | 5月31日        | 47    | 情敵出現！勇之助怎麼辦           | 雪室俊一          | 小寺勝之          | 小寺勝之     | 平田かほる | 友情     |
| 6月11日       | 6月7日         | 48    | 風的芳香！播種之旅               | 雪室俊一          | 青山ひろし        | 青山ひろし   | 新谷憲     | 努力     |
| 6月18日       | 6月14日        | 49    | 感激！！愛情變調曲               | 雪室俊一          | 坂田純一          | 坂田純一     | 春日井浩之 | 技術     |
| 6月25日       | 6月21日        | 50    | 真害羞！勇之助做新娘！？         | 雪室俊一          | 小島正幸          | 日下部光雄   | 飯村一夫   | 新緑     |
| 7月2日        | 6月28日        | 51    | SOS！千玉大發雷霆                | 雪室俊一          | 北尾勝            | 小寺勝之     | 蘆野芳晴   | 朝燒け   |
| 7月9日        | 7月5日         | 52    | 最壞情況！愛情禁忌               | 雪室俊一          | 日下部光雄        | 日下部光雄   | 飯村一夫   | 夢物語   |
| 7月16日       | 7月12日        | 53    | 夏天開始！游泳池開放             | 雪室俊一          | 政木伸一          | 政木伸一     | 工藤柾輝   | 努力     |
| 7月23日       | 7月19日        | 54    | 不行！勇之助不要去相親           | 雪室俊一          | 坂田純一          | 坂田純一     | 春日井浩之 |          |
| 7月30日       | 7月26日        | 55    | 真是的！幫洋子餵雞！？           | 雪室俊一          | 小島正幸          | 小島正幸     | 工藤柾輝   |          |
| 8月6日        | 8月2日         | 56    | 情敵！？七夕之神真討厭           | 雪室俊一          | 奧田誠治          | 大崎正       | 飯村一夫   |          |
| 8月13日       | 8月9日         | 57    | 盂蘭盆節！金魚團案的浴衣？       | 雪室俊一          | 政木伸一          | 政木伸一     | 工藤柾輝   |          |
| 8月20日       | 8月16日        | 58    | 夏日露營！行動電話救命記         | 雪室俊一          | 小寺勝之          | さかいしんじ | 進藤滿尾   |          |
| 8月27日       | 8月30日        | 59    | 暑假！開學前的禮物               | 雪室俊一          | 青山ひろし        | 青山ひろし   | 工藤柾輝   |          |
| 9月3日        | 9月6日         | 60    | 世紀決戰！誰會成為班長！？       | 雪室俊一          | 坂田純一          | 坂田純一     | 春日井浩之 | 防災     |
| 9月10日       | 9月13日        | 61    | 夢幻！？陽子的明星夢             | 雪室俊一          | 奧田誠治          | 日下部光雄   | 飯村一夫   | 盛夏     |
| 9月17日       | 9月20日        | 62    | 怎麼會！大豆的女朋友             | 雪室俊一          | 熊谷雅晃          | 熊谷雅晃     | 工藤柾輝   | 海風     |
| 9月24日       | 9月27日        | 63    | 太過份！小薰是掃把星？           | 雪室俊一          | 高柳哲司          | 則座誠       | 進藤満尾   |          |
| 10月1日       | 10月4日        | 64    | 急接近！勇之助和小薰             | 雪室俊一          | 小寺勝之          | 小寺勝之     | 君塚勝教   | 雪山     |
| 10月8日       | 10月11日       | 65    | 扮裝隊伍！混亂的運動會           | 雪室俊一          | 政木伸一          | 立川太郎     | 金子紀男   |          |
| 10月15日      | 10月25日       | 66    | 危機！滿壘軒最後之日             | 雪室俊一          | 阿部司            | 政木伸一     | 芦野芳晴   | 熊笹     |
| 10月22日      | 11月1日        | 67    | 豐收之秋！秋天摘橘子             | 雪室俊一          | 酒井明雄          | 神田直人     | 渡邊和夫   | 稲刈り   |
| 10月29日      | 11月8日        | 68    | 打擊！勇之助有妹妹！？           | 雪室俊一          | 高柳哲司          | 則座誠       | 進藤滿尾   | 紅葉     |
| 11月5日       | 11月15日       | 69    | 不安！我被盯上了                 | 雪室俊一          | 熊谷雅晃          | 熊谷雅晃     | 金子紀男   | 秋季     |
| 11月12日      | 11月22日       | 70    | 什麼！？和大豆一起搭電車上學     | 雪室俊一          | 坂田純一          | 坂田純一     | 君塚勝教   | 健康     |
| 11月26日      | 11月29日       | 71    | 發現！千玉的密友                 | 雪室俊一          | 神田直人          | 神田直人     | 渡辺和夫   | 秋の大空 |
| 12月3日       | 12月6日        | 72    | 要選那一個？園遊會或模擬考       | 雪室俊一          | 片渕須直          | 片渕須直     | 芦野芳晴   | 秋日和   |
| 12月10日      | 12月13日       | 73    | 不好的回憶！？一天的轉學生       | 雪室俊一          | 小寺勝之          | 小寺勝之     | 平田かほる | 師走     |
| 12月17日      | 12月20日       | 74    | 顫抖！海和雪的聖誕節             | 雪室俊一          | 神田直人          | 神田直人     | 渡邊和夫   | 清潔     |
| 12月24日      | 12月27日       | 75    | 好冷！灰姑娘的約會               | 雪室俊一          | 坂田純一          | 坂田純一     | 春日井浩之 |          |
| 1997年 1月7日 | 1998年 1月10日 | 76    | 不高興！久等的賀年卡             | 雪室俊一          | 熊谷雅晃          | 熊谷雅晃     | 金子紀男   |          |
| 1月14日       | 1月17日        | 77    | 超丟臉！屁股上的瘀青             | 雪室俊一          | 熊谷雅晃          | 熊谷雅晃     | 金子紀男   |          |
| 1月21日       | 1月24日        | 78    | 春一番！和勇之助的結婚典禮       | 雪室俊一          | 小島正幸          | 小島正幸     | 蘆野芳晴   | 正月     |
| 第3期         |                |       |                                  |                   |                   |              |            |          |
| 1997年 4月1日 | 1998年 4月11日 | 79    | 櫻花盛開！令人心跳的賞花大會     | 雪室俊一          | 櫻井弘明 小島正幸 | 小島正幸     | 蘆野芳晴   |          |
| 4月8日        | 4月18日        | 80    | 不會吧！給校長的情書             | 雪室俊一          | 並木正人          | 佐藤育郎     | 金子紀男   | 大地     |
| 4月15日       | 4月25日        | 81    | 小心點！被盯上的勇之助           | 雪室俊一          | 片渕須直          | 片渕須直     | 阿部純子   |          |
| 4月22日       | 5月2日         | 82    | 給小翠？沒有署名的情書           | 雪室俊一          | 香川豊            | 篠幸裕       | 進藤滿尾   | 新芽     |
| 4月29日       | 5月9日         | 83    | 被吹翻了！陰風颼颼而來           | 雪室俊一          | 小寺勝之          | 小寺勝之     | 平田かほる | 真心     |
| 5月6日        | 5月16日        | 84    | 風和朋友！母親節的禮物           | 雪室俊一          | 青山ひろし        | 佐藤育郎     | 工藤柾輝   | 友情     |
| 5月13日       | 5月23日        | 85    | 總是迷路！電視台校外參觀         | 雪室俊一          | 片渕須直          | 片渕須直     | 蘆野芳晴   | 青空     |
| 5月27日       | 5月30日        | 86    | 兄弟！？勇之助和小誠             | 雪室俊一          | 小寺勝之          | 篠幸裕       | 進藤滿尾   | 聡明     |
| 6月3日        | 6月6日         | 87    | 明星誕生！陽子是偶像             | 雪室俊一          | 小寺勝之          | 政木伸一     | 阿部純子   | 新緑     |
| 6月10日       | 6月13日        | 88    | 在哪裡？令人懷念的英雄           | 雪室俊一          | 並木正人          | 佐藤育郎     | 工藤柾輝   | 栄光     |
| 6月17日       | 6月20日        | 89    | 重逢！父親的戀人                 | 雪室俊一          | 坂田純一          | 坂田純一     | 平田かほる | 自由     |
| 6月24日       | 6月27日        | 90    | 愛的咖啡店！大豆要入贅了         | 雪室俊一          | 小島正幸          | 政木伸一     | 武内明     | 夏祭     |
| 9月2日        | 9月5日         | 91    | 真的假的！？最後的暑假           | 雪室俊一          | 熊谷雅晃          | 佐藤育郎     | 工藤柾輝   | 栄光     |
| 9月9日        | 9月12日        | 92    | 大新聞！陽子的班級新聞           | 雪室俊一          | 片渕須直          | 片渕須直     | 阿部純子   | 花火     |
| 9月16日       | 9月19日        | 93    | 命運的相遇！？大豆的弟弟         | 雪室俊一          | 篠幸裕            | 篠幸裕       | 宍倉敏     | 秋空     |
| 9月23日       | 9月26日        | 94    | 大風潮！？秋日晴空裡撐洋傘       | 雪室俊一          | 蘆野芳晴          | 小島正幸     | 蘆野芳晴   | 旅行     |
| 9月30日       | 10月3日        | 95    | 純情一途！小健的探病             | 雪室俊一          | 篠幸裕            | 篠幸裕       | 宍倉敏     | 素直     |
| 10月7日       | 10月10日       | 96    | 怎麼了！要和小翠成為親戚         | 雪室俊一          | 福冨博            | 佐藤育郎     | 工藤柾輝   |          |
| 10月14日      | 10月17日       | 97    | 夢幻少女！小誠的夢中情人         | 雪室俊一          | 政木伸一          | 政木伸一     | 武内明     | 旅行     |
| 10月21日      | 10月24日       | 98    | 真是抱歉！瞞著陽子的秘密         | 雪室俊一          | 湊屋夢吉          | 岩本保雄     | 宍倉敏     | 秋の空   |
| 10月28日      | 10月31日       | 99    | 戀愛的鑰匙！美國禮物的鑰匙圈     | 雪室俊一          | 櫻井弘明          | 櫻井弘明     | 阿部純子   | 希有     |
| 11月4日       | 11月7日        | 100   | 機會！大豆是社長候補人選         | 雪室俊一          | 小島正幸          | 佐藤育郎     | 工藤柾輝   | 大地     |
| 11月11日      | 11月14日       | 101   | 大危機！嬰兒照顧網路             | 雪室俊一          | 片渕須直          | 片渕須直     | 蘆野芳晴   | 紅葉     |
| 11月25日      | 11月21日       | 102   | 初登場！小翠的媽媽               | 雪室俊一          | 岩本保雄          | 岩本保雄     | 宍倉敏     | 健康     |
| 12月2日       | 11月28日       | 103   | 主角登場？滿壘軒的救星           | 雪室俊一          | 片渕須直          | 政木伸一     | 武内明     | 栄光     |
| 12月9日       | 12月5日        | 104   | 要搬家了？分隔兩地的預感         | 雪室俊一          | 湊屋夢吉          | 篠幸裕       | 阿部純子   | 樹氷     |
| 12月16日      | 12月12日       | 105   | 義賣會對決！陽子媽媽v.s.小翠媽媽 | 雪室俊一          | 岩本保雄          | 岩本保雄     | 宍倉敏     | みかん   |
| 12月23日      | 12月19日       | 106   | 怎麼辦？小薰的聖誕節             | 雪室俊一          | 片渕須直          | 片渕須直     | 芦野芳晴   | 冬山     |
| 1998年 1月6日 | 1999年 1月16日 | 107   | 美夢成真！從紐約來的邀請函       | 雪室俊一          | 小島正幸          | 佐藤育郎     | 工藤柾輝   |          |
| 1月13日       | 1月23日        | 108   | 拍到了嗎？少女最美的一刻         | 雪室俊一          | 片渕須直          | 政木伸一     | 武内明     | 栄光     |
| 1月20日       | 1月30日        | 109   | 兩人出局！爸爸不在的滿壘軒       | 雪室俊一          | 岩本保雄          | 岩本保雄     | 宍倉敏     | 冬の山里 |
| 1月27日       | 3月6日         | 110   | 太奇怪了！小誠成為媽媽           | 雪室俊一          | 篠幸裕            | 篠幸裕       | 君塚勝教   | 氷雪     |
| 2月3日        | 2月6日         | 111   | 超大型！比鐮倉還大的心意         | 雪室俊一          | 小島正幸          | 佐藤育郎     | 工藤柾輝   | 希望     |
| 2月10日       | 2月13日        | 112   | 乓！情人節的禁令                 | 雪室俊一          | 片渕須直          | 片渕須直     | 阿部純子   | 如月     |
| 2月17日       | 2月20日        | 113   | 呀呼！滑雪場的大騷動             | 雪室俊一          | 岩本保雄          | 岩本保雄     | 宍倉敏     | 早春     |
| 2月24日       | 2月27日        | 114   | 緊急狀態？可怕海報119            | 雪室俊一          | 小島正幸          | 佐藤育郎     | 工藤柾輝   | 希望     |
| 3月3日        | 3月20日        | 115   | 火燄對決！小翠對陽子             | 雪室俊一          | 坂田純一          | 政木伸一     | 武内明     | 理想     |
| 3月10日       | 3月27日        | 116   | 春天來了！可疑的勇之助           | 雪室俊一          | 桜井弘明          | 佐藤育郎     | 工藤柾輝   | 早春     |
| 3月17日       | 4月3日         | 117   | 勇之助！不要說再見               | 雪室俊一          | 小島正幸          | 小島正幸     | 蘆野芳晴   |          |

### 播送電視台
| 播放地區 | 播放電視台     | 播放日期                      | 當地播放時間                         | 所屬聯播網 | 備註                               |
| -------- | -------------- | ----------------------------- | ------------------------------------ | ---------- | ---------------------------------- |
| 中華民國 | 衛視中文台     | 1998年9月4日－2002年11月30日  | 每日 17:30-18:00                     | 有線電視   |                                    |
| 中華民國 | MOMO親子台     | 2010年12月20日－2011年5月31日 | 每週一至週五 19:00-19:30→19:30-20:00 | 有線電視   | 3月14日起20:00播出 周末有重播      |
| 中華民國 | 華視           | 1999年4月3日－6月12日         | 每週六 18:00-19:00                   | 衛星電視   |                                    |
| 中華民國 | 華視           | 1999年6月26日                 | 星期六 17:30-18:00                   | 衛星電視   | 當日有金曲獎頒獎典禮故更動時間     |
| 中華民國 | 華視           | 1999年7月17日－11月27日       | 每週六 16:30-17:00                   | 衛星電視   |                                    |
| 中華民國 | 華視           | 1999年12月4日                 | 星期六 12:30-13:00                   | 衛星電視   | 當日有金馬獎頒獎典禮重播故更動時間 |
| 中華民國 | 華視           | 1999年12月11日－12月18日      | 每週六 17:30-18:00                   | 衛星電視   |                                    |
| 中華民國 | 華視           | 1999年12月26日－2000年4月2日  | 每週日 17:30-18:00                   | 衛星電視   |                                    |
| 中華民國 | 華視           | 2000年4月9日－6月11日         | 每週日 16:30-17:00                   | 衛星電視   |                                    |
| 中華民國 | 華視           | 2000年6月18日－8月6日         | 每週日 17:00-17:30                   | 衛星電視   |                                    |
| 香港     | 亞洲電視本港台 | 1996年9月19日－11月16日       | 待查                                 |            | 第一期                             |
| 香港     | 亞洲電視本港台 | 1997年10月25日－1998年3月7日  | 待查                                 |            | 第二期                             |
| 香港     | 亞洲電視本港台 | 1998年6月6日－10月24日        | 待查                                 |            | 第三期                             |

## 軼事
TVBS接獲家長投訴，指稱節目中出現小朋友互相拍打，甚至還出現同學互相排擠的橋段。許多家長擔心，這樣的劇情會給小孩帶來不良的影響。電視台則表示，小紅豆為日本把關嚴謹的NHK所製作，應不至於產生不良影響，但如果家長有意見，亦不排除修剪劇情。
校園迷糊大王，遭投訴有不宜兒童觀賞的內容
卻有女學生「巨乳」晃動的「兒童不宜」畫面，而先前也有播出卡通片中男高中生觀看色情片
電視台回應，這部卡通片是在晚間9時後播出，未來會更謹慎，並把不適宜片段剪掉。

## 外部連結
- NHK動畫世界　小紅豆（页面存档备份，存于） （2010年選擇播放情報網頁）
- 小紅豆（页面存档备份，存于） （STARCHILDDVD-BOX特集網頁）
- 小紅豆TV系列（页面存档备份，存于） （MADHOUSE過去的作品網頁）
- 小紅豆劇場版（页面存档备份，存于） （MADHOUSE過去的作品網頁）
- 小紅豆DVD&再播放簽名活動（页面存档备份，存于） （再播放簽名運動網站）
- 互联网电影数据库（IMDb）上《小紅豆》的资料（英文）